# ام‌اس موبی دادا
کشتی کروز ام‌اس موبی دادا (MS Moby Dada) توسط موبی لاینز اداره می‌شد. این کشتی در سال ۱۹۸۱ با نام فنلاند برای شرکت افوآ در کارخانه کشتی‌سازی پرنو متعلق به شرکت وارتسیلا در تورکو، فنلاند ساخته شد و در سرویس هلسینکی- استکهلم شرکت سیلا لاین به کار گرفته شد. در سال ۱۹۹۰ به مسیرهای دریایی دی اف دی اس فروخته شد و به ملکه اسکاندیناوی تغییر نام داد. از سال ۲۰۱۰ تا ۲۰۱۶، این کشتی با نام پرنسس ماریا برای خط سنت پیتر بین هلسینکی و سن پترزبورگ، روسیه، فعالیت می‌کرد.
در سال ۲۰۱۶، پس از خرید خط کشتیرانی سنت پیتر توسط موبی لاینز، نام پرنسس ماریا به موبی دادا تغییر یافت و در نوامبر ۲۰۱۶، پیش از انتقال به عملیات موبی لاینز در دریای مدیترانه، به ثبت ایتالیایی منتقل شد.
در ۱۳ مارس ۲۰۲۵، فروش برای اوراق‌سازی به کارخانه‌های کشتی‌سازی آلیاگا اعلام شد.

## سابقه خدمات

### ۱۹۸۱–۱۹۹۰: فنلاند

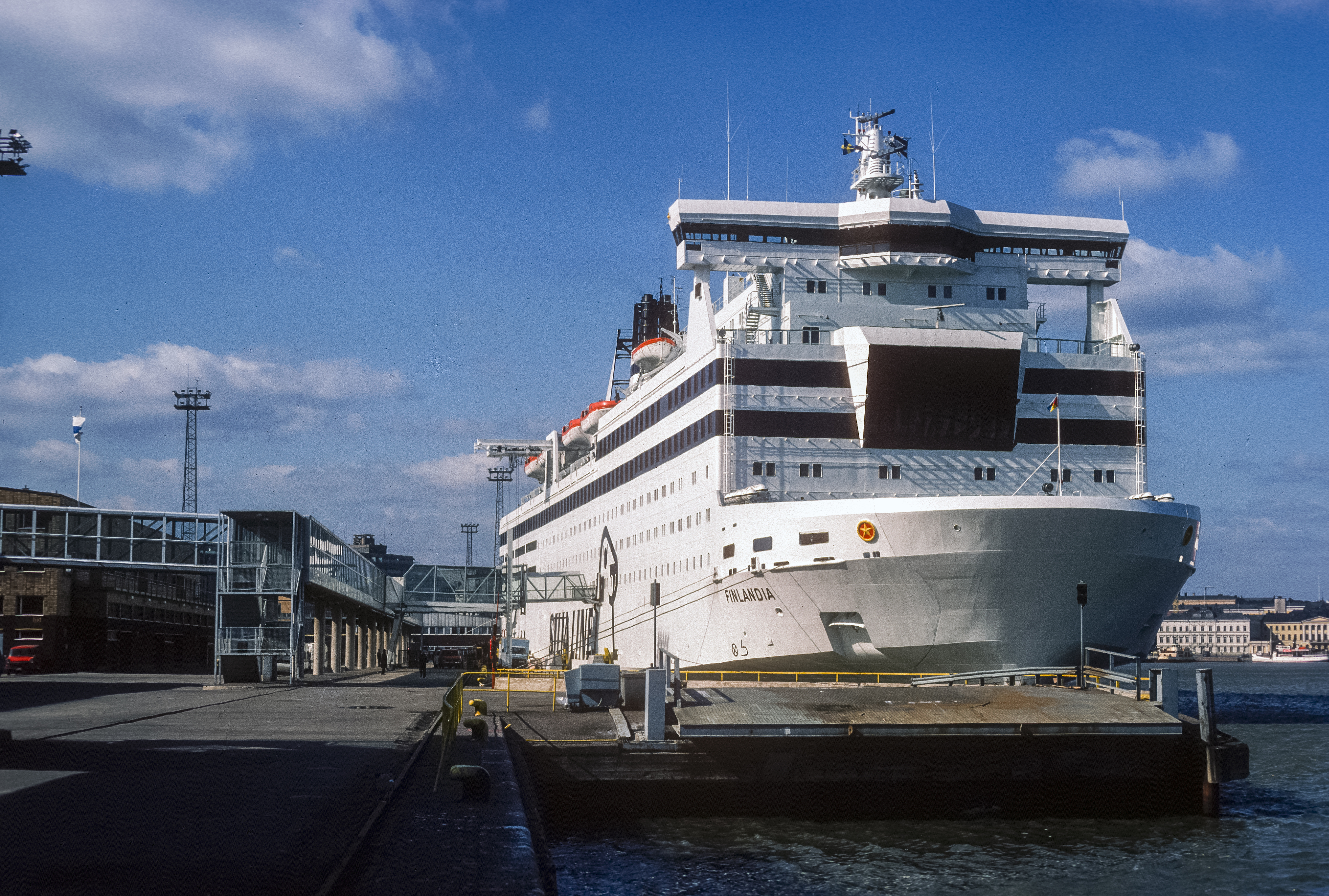
کشتی فنلاندیا در بندر هلسینکی در سال ۱۹۸۱ با دماغه اصلی

در ابتدا قرار بود اسکاندیا نامگذاری شود، فنلاندیا اولین کشتی کروز بزرگ و مدرنی بود که برای خط کشتیرانی سیلجا ساخته شد. در آن زمان، این کشتی همچنین از نظر ظرفیت مسافر، تعداد تخت و حجم، بزرگ‌ترین کشتی کروز جهان بود. در کنار خواهرش سیلویا رجینا (و وایکینگ ساگا و وایکینگ ترانهٔ معاصر وایکینگ لاین) او در تغییر مسیر هلسینکی-استکهلم از یک سرویس حمل و نقل به یک مسیر کروز نقش مهمی داشت.
کشتی‌های فنلاندیا و سیلویا رجینا در ابتدا با دماغه‌های بسیار «چاق» و خمیده ساخته شده بودند تا ظرفیت حمل خودرو را به حداکثر برسانند، اما این امر، هدایت کشتی را به خصوص در زمستان بسیار دشوار می‌کرد. در نتیجه، کشتی فنلاندیا در ژانویه ۱۹۸۲ (پس از تنها هشت ماه خدمت) در کارخانه کشتی‌سازی پرنو در وارتسیلا پهلو گرفت تا دماغه آن به شکلی شیک‌تر بازسازی شود. پس از بازسازی دماغه، بازسازی‌های بیشتری در کارخانه کشتی‌سازی تورکو در وارتسیلا انجام شد، جایی که کابین‌های اضافی ساخته شد و تعمیراتی در رستوران‌ها انجام شد.
در طول دوران فعالیتش برای سیلجا لاین، فینلاندیا رابطه ویژه‌ای با مائونو کویویستو داشت که در آن زمان نخست‌وزیر و بعداً رئیس‌جمهور فنلاند بود. فینلاندیا در سال ۱۹۸۱ توسط همسر کویویستو، تلروو کویویستو، نامگذاری شد و این دو نفر در دوران ریاست جمهوری کویویستو دو بار با کشتی فینلاندیا سفر کردند، اولین بار در سال ۱۹۸۴ در صد و پنجاهمین سالگرد وارتسیلا و بار دیگر در سال ۱۹۸۵ که این دو نفر یک سفر رسمی به سوئد انجام دادند.
در سال ۱۹۸۵، فضای داخلی ' فنلاندیا در کارخانه کشتی‌سازی وارتسیلا در هلسینکی به‌طور کامل بازسازی شد.
در سپتامبر ۱۹۸۸، فنلاندیا به سومِن یریتیسراهویتوس فروخته شد تا برای کشتی‌های جدید مسیر هلسینکی-استکهلم سرمایه‌گذاری کند. سپس سومِن یریتیسراهویتوس کشتی را برای بازگشت به افوآ اجاره کرد سال. در دسامبر ۱۹۸۹، شرکت سومِن یریتیسراهویتوس کشتی فنلاند را برای تحویل در ماه مه ۱۹۹۰ به دی‌اف‌دی‌اس فروخت، که تاریخ تحویل برنامه‌ریزی شده برای ' جایگزین فنلاندیا سیلجا سرناد بود. سیلجا سرناد. با این حال، به دلیل ورشکستگی بخش کشتی‌سازی وارتسیلا، تحویل سیلجا سرناد چند ماه به تعویق افتاد. دی اف دی اس طبق توافق در ماه مه ۱۹۹۰، کشتی فنلاندیا را تحویل گرفت و شرکت اف‌جان (ادغام اف‌وا و جانسون لاین که در اوایل سال ۱۹۹۰ تأسیس شد) مجبور شد به دنبال راه‌حلی برای کمبود کشتی خود در جای دیگری باشد.

### ۱۹۹۰–۲۰۱۰: ملکه اسکاندیناوی

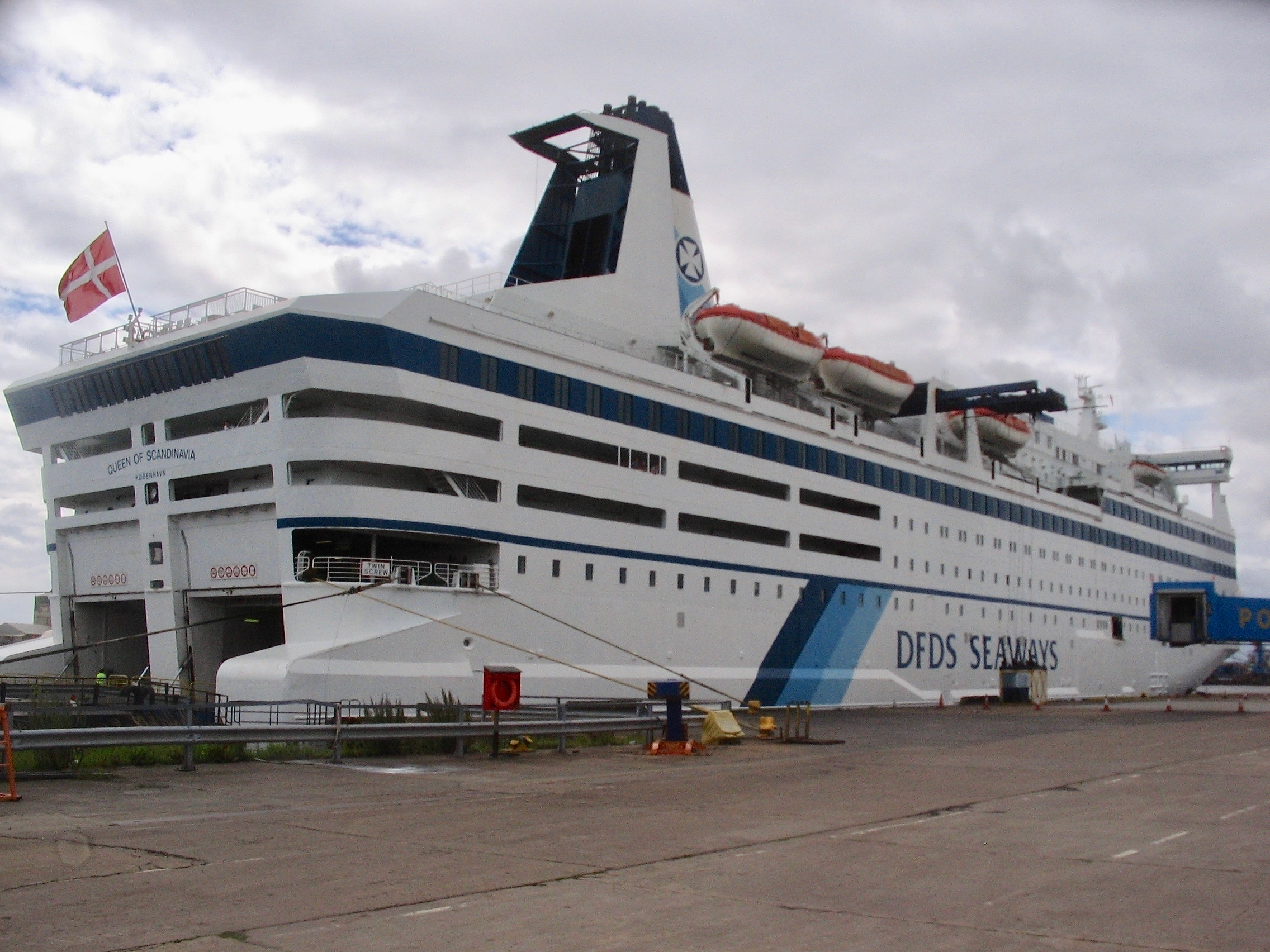
ملکه اسکاندیناوی در نیوکاسل در سال ۲۰۰۸.

در ۶ مه ۱۹۹۰، کشتی فنلاندیا آخرین توقف خود را در استکهلم انجام داد و برای آماده شدن برای سرویس جدید خود، به بندر سیتی‌واروت، گوتنبرگ، رفت. پنج روز بعد، نام جدید خود، ملکه اسکاندیناوی، را دریافت کرد. در ژوئن ۱۹۹۰، کشتی فنلاندیا سرویس خود را در مسیر کپنهاگ - هلسینگبوری - اسلو، در ابتدا به عنوان جفت کشتی پادشاه اسکاندیناوی آغاز کرد. پادشاه اسکاندیناوی، که در اصل ام‌اس ولامو از افوا نام داشت، کشتی‌ای که فنلاندیا در سرویس هلسینکی-استکهلم جایگزین آن شده بود.
در ژانویه-آوریل ۲۰۰۰، کشتی ملکه اسکاندیناوی توسط شرکت رمونتووا در گدنیا لهستان بازسازی شد و دارای تکیه‌گاه‌های عقب و همچنین یک دماغه جدید و شیک‌تر شد. دماغه جدید به دلیل نداشتن دروازه یا آفتاب‌گیر بسیار قابل توجه است، از این رو عرشه‌های واگن کشتی اکنون فقط از عقب قابل بارگیری/تخلیه هستند. همچنین، یک سیستم تخلیه دریایی جدید در عرشه ۹ اضافه شد. تمام قایق‌های نجات دیگر برداشته شدند و سیستم تخلیه جدید به جای آن دارای یک ناودان است.
در ماه مه ۲۰۰۷، ملکه اسکاندیناوی مسیر خود را با پرنسس نروژ عوض کرد و مسیر نیوکاسل-استاوانگر-هاگسوند-برگن را در اختیار گرفت. این امر به دی اف دی اس اجازه داد تا دو کشتی خواهرخوانده، پرنسس نروژ و سومین پادشاه اسکاندیناوی را در مسیر نیوکاسل-ایج مویدن به کار گیرد. در ۲۶ نوامبر ۲۰۰۷، در حالی که ملکه اسکاندیناوی در بندر برگن بود، پهلوگیری‌های جلویی خود را شکست و با کشتی اعزامی برخورد کرد. اچ یو سوردروپ ۲ به شدت آسیب دید، در حالی که ملکه اسکاندیناوی فقط آسیب ظاهری دید و توانست طبق برنامه زمانی معمول خود به سمت نیوکاسل حرکت کند.
شرکت مسیرهای دریایی دی اف دی اس سرویس زیان‌ده بریتانیا-نروژ را تعطیل کرد و کشتی ملکه اسکاندیناوی آخرین سفر دریایی خود را در ۱ سپتامبر ۲۰۰۸ انجام داد. پس از آن، ملکه اسکاندیناوی به کورسور رفت و تا زمان اجاره یا فروش، در آنجا اقامت داشت.
در فوریه ۲۰۰۹، کشتی ملکه اسکاندیناوی به آلستوم اجاره داده شد و به بندر اسکارشمن در سوئد منتقل شد تا به عنوان محل زندگی حدود ۸۰۰ کارگر درگیر در ارتقاء رآکتور ۳ نیروگاه هسته‌ای اسکارشمن مورد استفاده قرار گیرد. در ۱۶ آوریل ۲۰۰۹، حدود ساعت ۱۱ شب به وقت اروپای مرکزی، آتش‌سوزی در موتورخانه کشتی آغاز شد. طبق گزارش‌های اولیه، تمام ۲۳۸ نفر سرنشین کشتی به سلامت تخلیه شدند و آتش تا ساعت ۰:۳۰ بامداد خاموش شد. دلایل دقیق آتش‌سوزی تا تاریخ ۱۷ آوریل ۲۰۰۹ مشخص نیست. آتش به موتورهای کمکی کشتی آسیب رساند.
در ۱۲ مه ۲۰۰۹، دی اف دی اس گزارش داد که آنها برای فروش کشتی ملکه اسکاندیناوی به یک شرکت جدید مستقر در فنلاند به نام خط دریای نوردیک موافقت کرده‌اند و تاریخ تحویل آن ژوئن ۲۰۰۹ تعیین شده است. خط دریای نوردیک قصد داشت از این کشتی به عنوان یک هتل شناور و مرکز کنفرانس در سراسر شمال اروپا استفاده کند. با این حال، این فروش لغو شد زیرا خط دریای نوردیک نتوانست پرداخت اولیه را که قرار بود در ۱۵ مه ۲۰۰۹ انجام شود، انجام دهد.
پس از پایان قرارداد کشتی اسکاندیناوی در اسکارشمن، ملکه اسکاندیناوی برای تعمیرات بیشتر به کلایپدا، لیتوانی منتقل شد. از دسامبر ۲۰۰۹، این کشتی به عنوان یک کشتی اسکان در کپنهاگ به پلیس دانمارک اجاره داده شد.

### ۲۰۱۰–۲۰۱۶: پرنسس ماریا
در اوایل سال ۲۰۱۰، کشتی ملکه اسکاندیناوی برای استفاده در مسیر جدیدی که توسط این شرکت بین سن پترزبورگ و هلسینکی اداره می‌شد، به خط سنت پیتر اجاره داده شد. نام کشتی به پرنسس ماریا تغییر یافت، در مالت دوباره ثبت شد و در ۲۱ آوریل وارد خدمت شد.

### ۲۰۱۶–۲۰۲۵: موبی دادا
در سال ۲۰۱۶، شرکت موبی لاینز سهام شرکت سنت پیتر لاین را خریداری کرد، با این هدف که پرنسس ماریا را به عملیات موبی در دریای مدیترانه منتقل کند و پرنسس آناستازیا در سنت پیتر لاین باقی بماند. در ۸ نوامبر ۲۰۱۶، او آخرین سفر دریایی خود را به مقصد سنت پیتر لاین به پایان رساند و دو روز بعد، در حالی که در سن پترزبورگ روسیه پهلو گرفته بود، به موبی دادا تغییر نام داد و تحت پرچم ایتالیا ثبت شد. از ژوئن ۲۰۱۷، موبی دادا بین بندر نیس فرانسه و باستیا، کورسیکا، در حال فعالیت است. این کشتی با طرح چند رنگ و با شخصیت‌های کارتون لونی تونز نقاشی شده است، بدنه آن عمدتاً در سمت چپ به رنگ قرمز و در سمت راست عمدتاً به رنگ آبی است.
در سپتامبر ۲۰۱۷، موبی لاینز توافقی را با وزارت کشور اسپانیا (Ministryo del Interior) پذیرفت تا در صورت دستور دولت برای مداخله در همه‌پرسی استقلال اعلام‌شده در کاتالونیا در ۱ اکتبر ۲۰۱۷، افسران پلیس اسپانیا را در آنجا مستقر کند. موبی دادا در بندر بارسلونا به عنوان یک سرویس اسکان برای حدود ۱۰۰۰ افسر پلیس که دستور شرکت در مداخله دولت در انتخابات را داشتند، مستقر شد.
در ۴ ژوئن ۲۰۲۵، کشتی برای تخریب در علیاگا به گل نشست.